# Mariensäule (Geisenfeld)

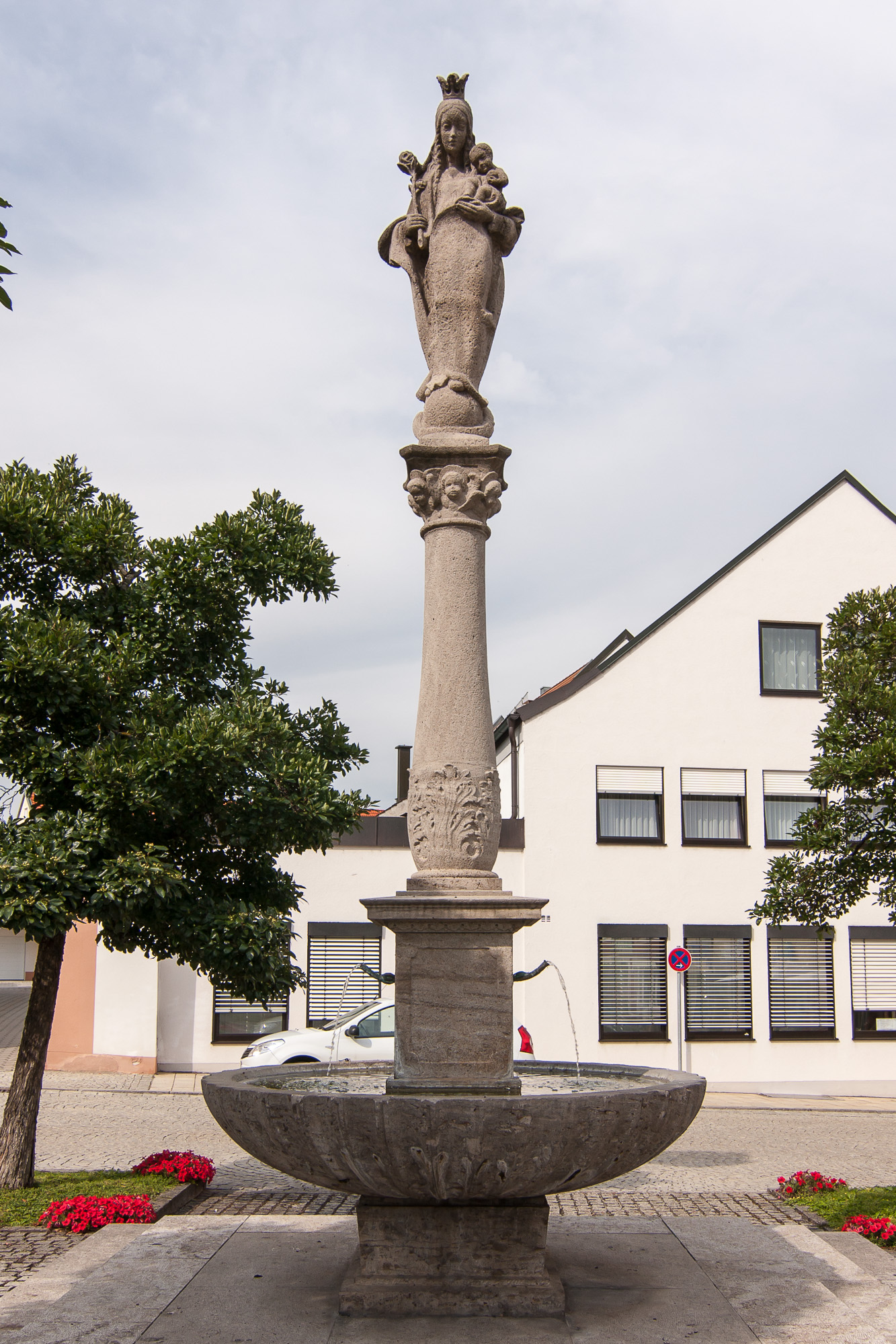
Mariensäule in Geisenfeld

Die Mariensäule in Geisenfeld, einer Stadt im oberbayerischen Landkreis Pfaffenhofen an der Ilm, wurde 1949 an der Stelle einer barocken Säule errichtet. Die Mariensäule am Marienplatz gehört zu den geschützten Baudenkmälern in Bayern.
Die Tuffsteinsäule mit muschelförmigem Brunnenbecken und steinerner Marienfigur wurde nach einem Entwurf von Willi Maurer von dem Bildhauer Fritz ausgeführt.